# Burry Stander
Burry Stander (Port Shepstone, 16 september 1987 – Shelly Beach, 3 januari 2013) was een Zuid-Afrikaans mountainbiker. In 2009 werd Stander wereldkampioen mountainbike bij de beloften (U23). Het jaarop pakte hij brons in zowel de cross-country als de marathon. Hij eindigde als vijftiende in de olympische mountainbikerace op de Olympische Spelen 2008 in (Peking), vier jaar later gevolgd door de vijfde plaats in Londen.
Stander overleed op 25-jarige leeftijd bij een verkeersongeluk in Shelly Beach. Hij werd tijdens een trainingsrit aangereden door een taxibus. Zijn vrouw, Cherise Taylor, was ook wielrenster. Ze reed onder meer voor Lotto-Belisol.

## Resultaten
| Seizoen | Wereldbeker | ZAK  | WK    | Overige zeges     |
| ------- | ----------- | ---- | ----- | ----------------- |
| 2008    | 5e          |      | (U23) |                   |
| 2009    | Brons       |      | (U23) | Champéry (WB)     |
| 2010    | 9e          | Goud | Brons | Sea Otter Classic |
| 2011    | 6e          | Goud | DNF   |                   |
| 2012    | Zilver      | Goud | 8e    | Windham (WB)      |